# Carrer Major (Santa Coloma de Farners)
El carrer Major de Santa Coloma de Farners (Selva) és un carrer històric amb diversos edificis inclosos en l'Inventari del Patrimoni Arquitectònic de Catalunya.

## Ca n'Oller
És una casa entre mitgeres de tres plantes i golfes. La planta baixa presenta un portal d'entrada d'arc rebaixat flanquejat per dues finestres rectangulars. La primera i segona planta tenen tres obertures amb balcó de barana de ferro forjat treballada. Les golfes s'obren a la façana amb una galeria de sis arcs de mig punt. La coberta és de dues vessants amb caiguda a la façana i cornisa motllurada. El més interessant és el tractament del parament que en la planta baixa és un encoixinat i la resta és llis amb esgrafiats policroms, bàsicament de tons verds i vermells, de motius florals i vegetals típicament modernistes al voltant de les obertures i una gran sanefa sota la galeria.
El vestíbul d'accés presenta un enrajolat multicolor al mur que fa d'arrambador també molt propi d'aquest estil. A l'interior es conserven els sostres amb motllures de guix i pintures al fresc, diferents a cadascuna de les habitacions. En una d'elles la decoració és la representació d'escenes romanes. A la part posterior té un jardí. És un exemple d'arquitectura modernista sobri i elegant. Va ser feta com a habitatge unifamiliar per l'empresari Josep Maria Oller.

## Can Joan

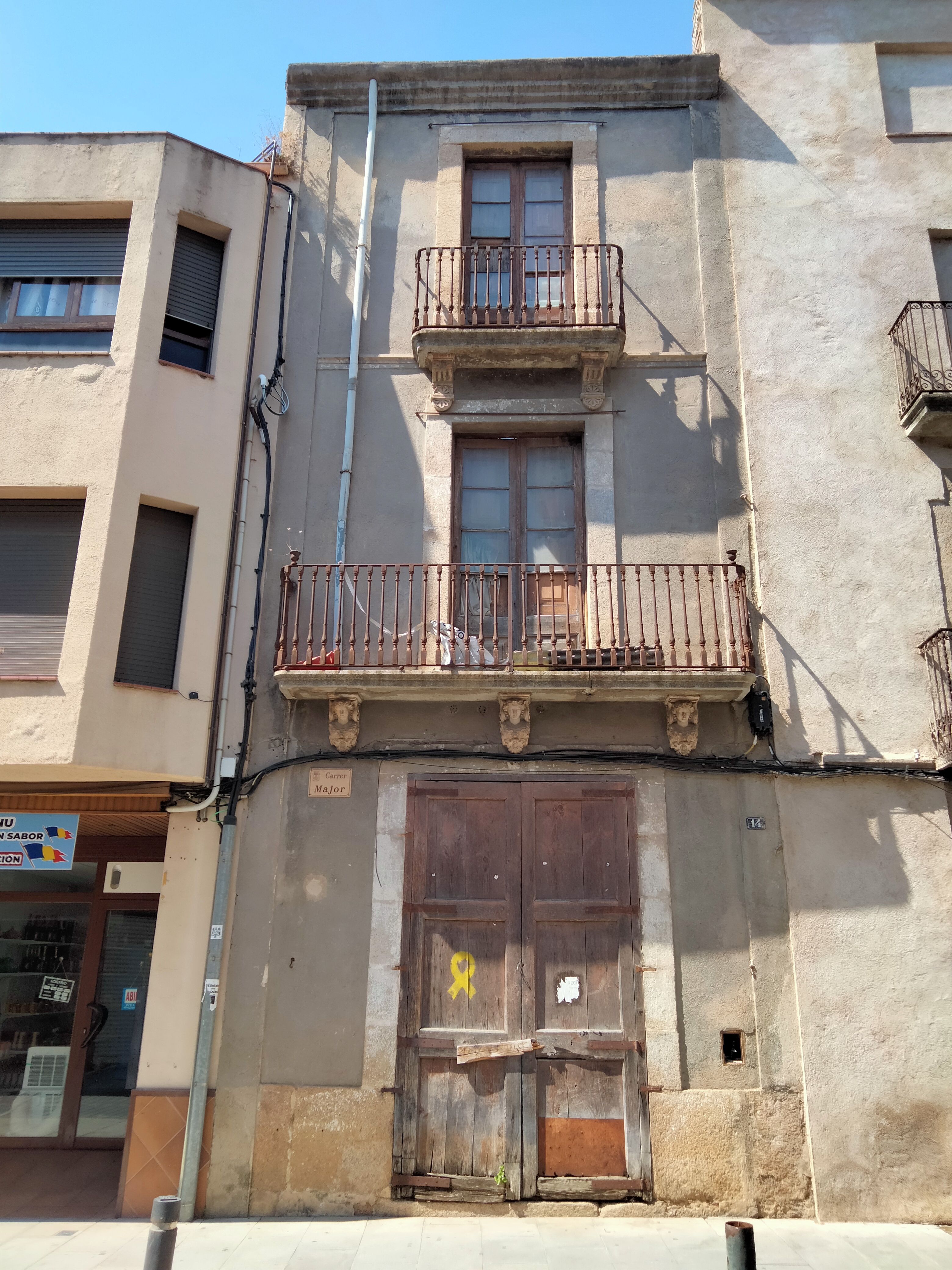
Can Joan, c. Major, 14

Es tracta d'un edifici de dos pisos amb planta rectangular molt estreta. Les obertures estan emmarcades amb carreus de pedra de forma rectangular. Els balcons són de ferro forjat, sense ornamentació i de cantó rodó. El del primer pis ocupa l'amplada de la façana mentre que el del segon pis és més petit. Destaquen les tres mènsules en les quals descansa el balcó central, són de guix representant un bust de figura femenina, d'estil neoclàssic. Les dues que sostenen el balcó del segon pis són més senzilles, amb decoració floral. Una motllura divideix el primer pis del segon i remata l'edifici a la part superior una cornisa llisa. A la façana hi ha la placa del "Carrer Major" i el número "14" en un requadre blau fosc.

## Can Muxac

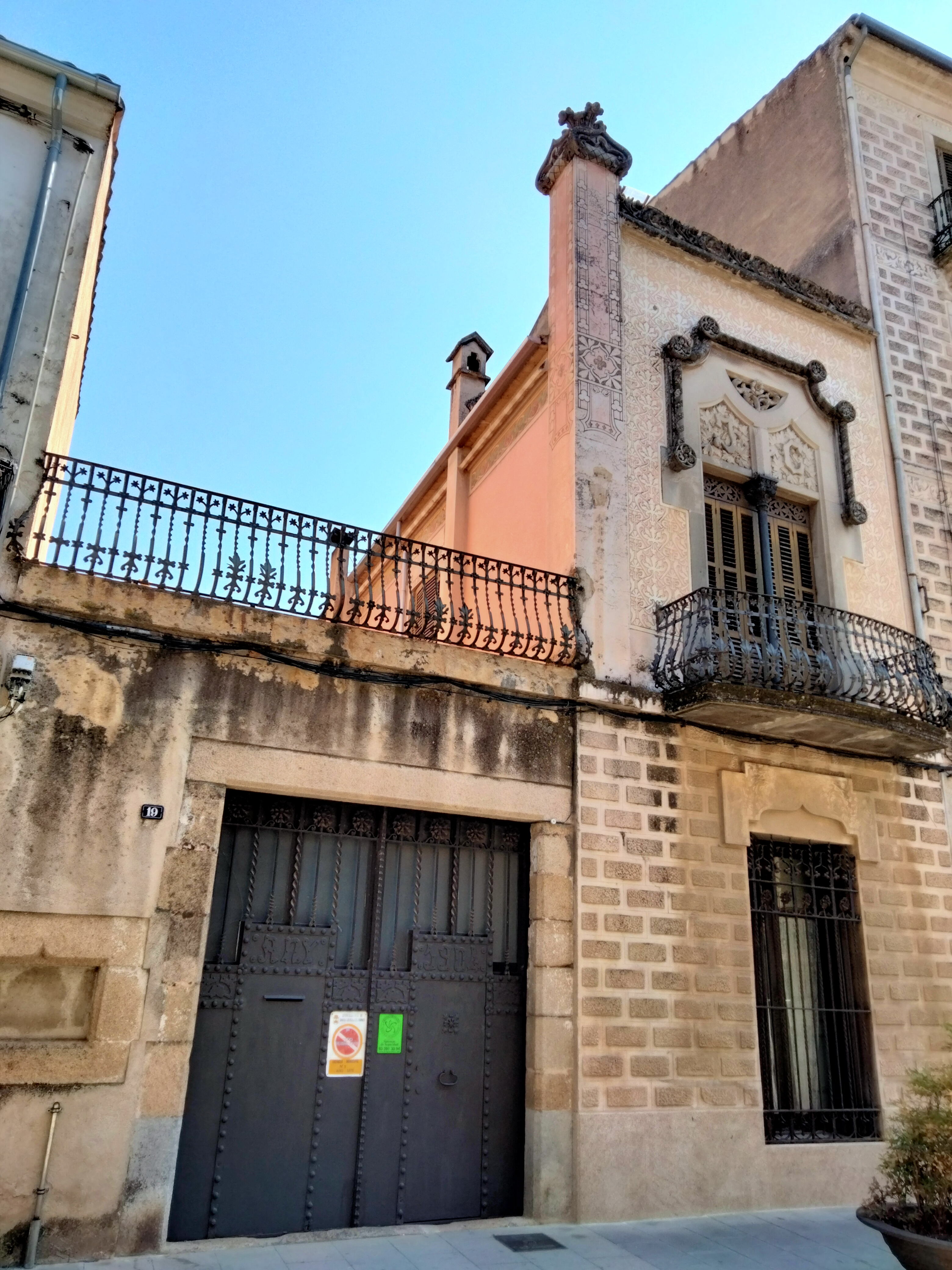
Can Muxac, c. Major, 19

Can Muxac, o Can Muixach, és una casa entre mitgeres de planta i pis, amb un garatge al costat esquerre i pati a la part posterior. Sembla ser la remodelació de dues cases contigües preexistents. La planta baixa presenta una porta amb arc conopial i la primera té una gran obertura dividida per una columneta d'estil neogòtic amb balcó de ferro forjat. El parament és estucat simulant carreus, a la planta baixa, i amb esgrafiats de motius florals de la gamma dels vermells, al primer pis. El balcó està profusament decorat amb garlandes i motius vegetals, l'obertura rectangular té guardapols esculpit i porta inscrites les inicials del propietari, J i C. L'edifici està acabat amb un pinacle ornamentat amb relleus amb motius vegetals de color vermell i verd.
El garatge té un tancament de ferro forjat molt treballat i porta la data de 1910 i al capdamunt té un terrat amb barana de ferro corvada. És una edifici d'època modernista en el que perviuen molts element neogòtics. L'edifici va ser construït com a habitatge unifamiliar per Joan Corominas Muixach.

## Casa al número 21

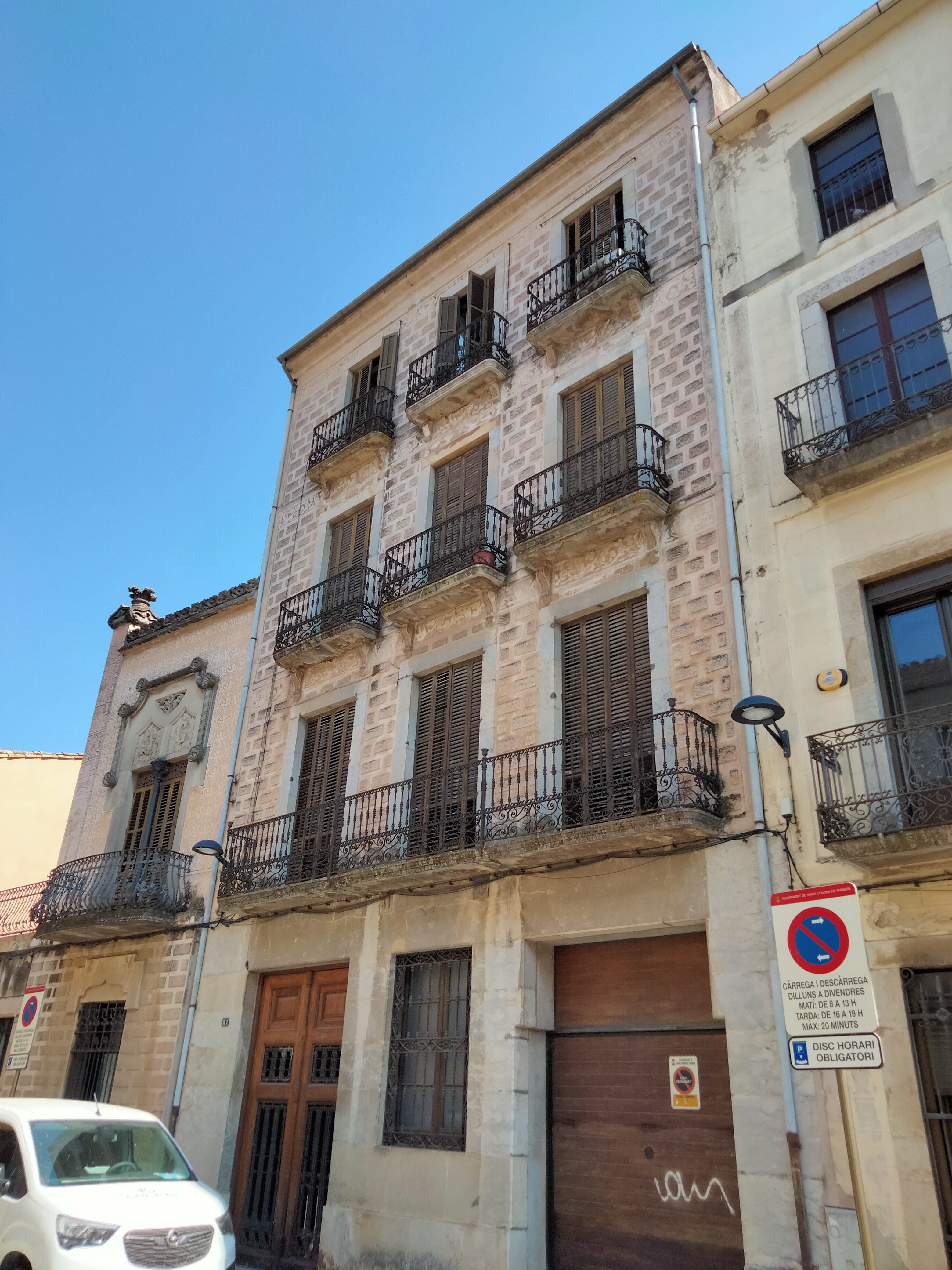
Casa al c. Major, 21

Es tracta d'una edificació típica de l'època, planta rectangular i teulada a dues vessants amb caiguda a la façana. És una construcció de planta baixa i tres pisos, façana simètrica, amb tres obertures a cada pis. A la planta baixa, la porta principal és de fusta i té una reixa de ferro forjat, al costat hi ha un finestral protegit per una reixa decorada, i a la seva dreta, una porta de garatge. El parament d'aquesta planta és cobert de plaques de pedra ben tallades i polides a diferència dels pisos superiors que el mur és esgrafiat simulant carreus rectangulars i amb dues franges de decoració floral a l'altura de casa pis.
Al primer pis, hi ha un balcó de l'amplada de la façana també de ferro forjat i força treballat, amb ornamentació geomètrica. Els balcons del segon i tercer pis són individuals i utilitzen el mateix tipus de barana ornamentada. Cal destacar les mènsules que sostenen aquests petits balcons, són d'estil modernista.

## Can Massaguer

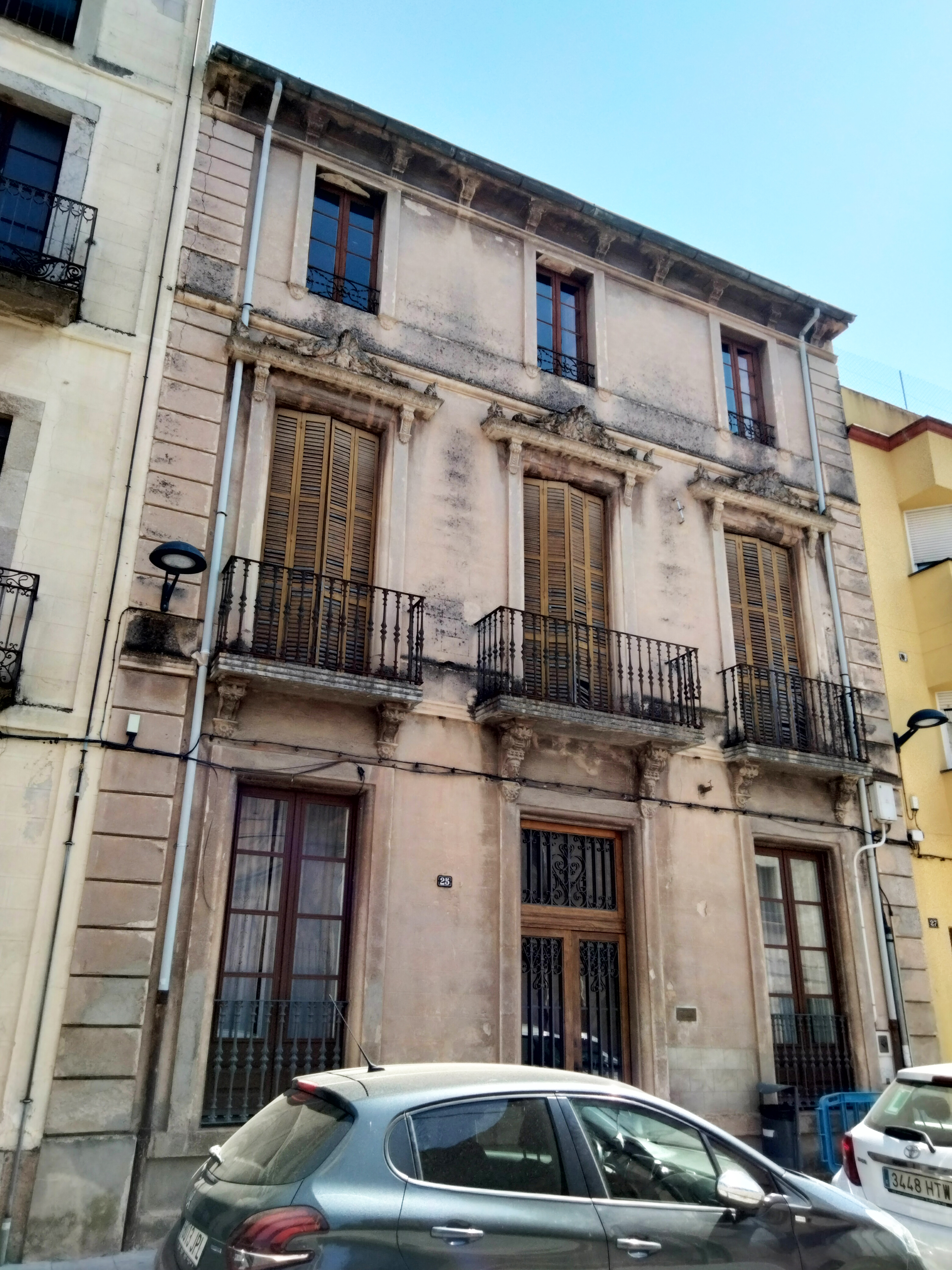
Can Massaguer, c. Major, 25

Es tracta d'una edificació típica de l'època, planta rectangular i teulada a dues vessants amb caiguda a la façana. És una construcció senzilla de planta baixa i dos pisos, façana simètrica, amb tres obertures a cada pis. A la planta baixa, la porta principal és de fusta i té una reixa de ferro forjat, flanquejada per dos finestrals amb barana, també de ferro forjat. Al primer pis destaquen els guardapols en forma de frontons clàssics ornamentals i les mènsules on reposen els balcons de ferro forjat. Aquestes estan ben treballades, presentant cares i motius florals en relleu. Una petita cornisa separa el primer pis del segon, el qual presenta tres finestres a la façana amb una petita barana de ferro forjat i amb un marc motllurat. A la part superior de l'edifici, sota la cornisa, suporten el teulat diverses mènsules que imiten la fusta.

## Història
A finals del segle xix i principis del segle xx, la ciutat de Santa Coloma experimenta un fort creixement econòmic i la pujança de la burgesia local. Un seguit de prohoms de la ciutat impulsen la construcció d'edificis d'estil modernista amb l'emblemàtic Casino i els habitatges particulars.
El carrer Major es dedicà a Francesc Macià i després de la Guerra a José Antonio.